# POCO M5
POCO M5 — смартфон бюджетного рівня компанії POCO. Був представлений 5 вересня 2022 року разом з POCO M5s. Індійська версія POCO M5 відрізняється від глобальної покращеною фронтальною камерою та відсутністю NFC. На наступний день в Індії разом з Redmi 11 Prime 5G та Redmi A1 був представлений Redmi 11 Prime що відрізняється від індійського POCO M5 іншим дизайном та старішою версією Bluetooth.

## Дизайн

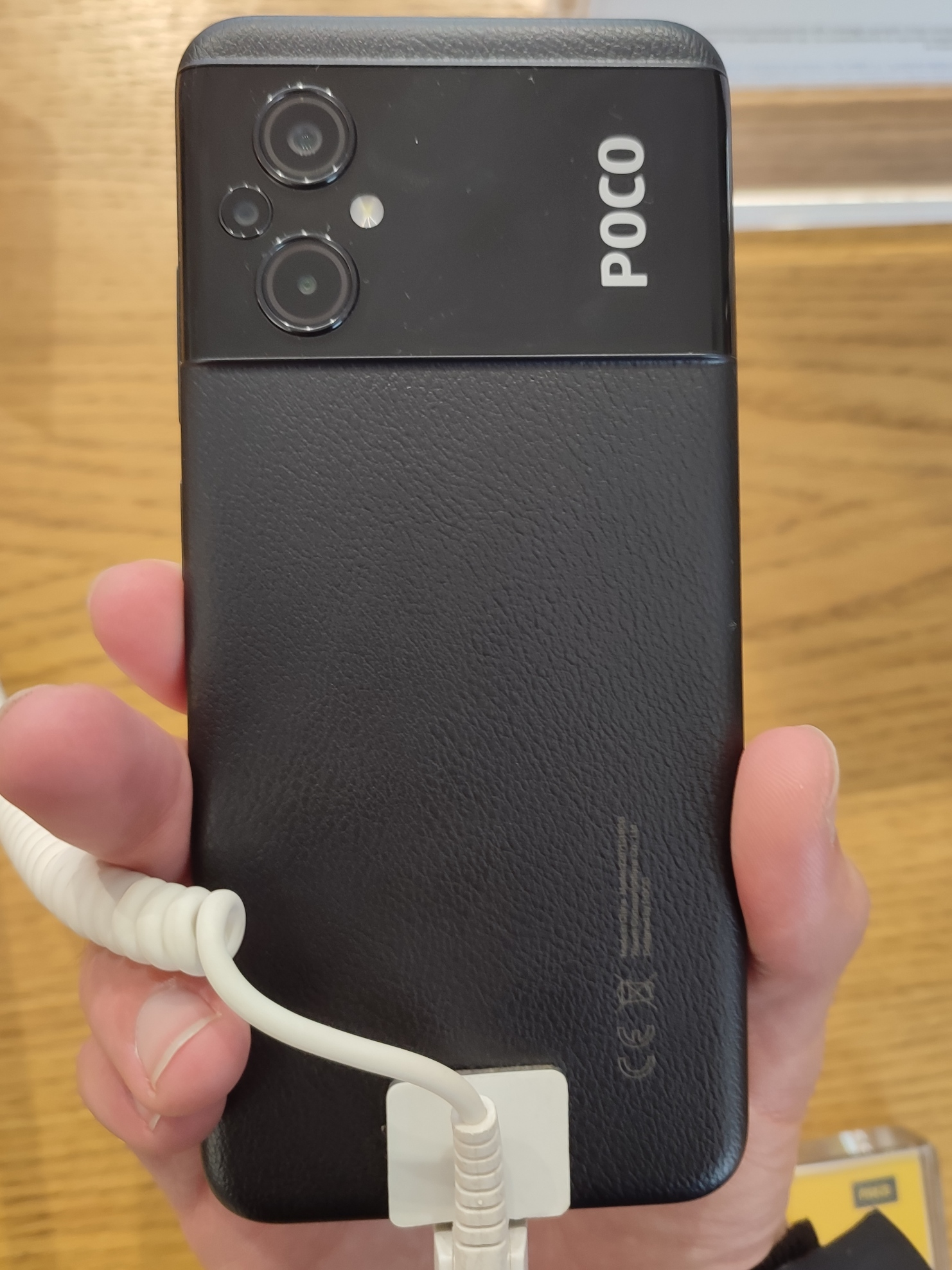
Задня панель POCO M5 в чорному кольорі

Екран виконаний зі скла Corning Gorilla Glass 3. Корпус виконаний з пластику, який має текстуру подібну на шкіру у POCO M5 та трикутну у Redmi 11 Prime.
POCO M5, як і POCO M4 5G, має блок камери на всю ширину корпусу, подібний до такого в Pixel 6. У Redmi 11 Prime блок камери має форму вертикального прямокутника із заокругленими кутами.
Знизу розміщені роз'єм USB-C, динамік та мікрофон. Зверху розташовані другий мікрофон, ІЧ-порт та 3.5 мм аудіороз'єм. З лівого боку розташований слот під 2 SIM-картки і карту пам'яті формату microSD до 1 ТБ. З правого боку розміщені кнопки регулювання гучності та кнопка блокування смартфона, в яку вбудований сканер відбитків пальців.
POCO M5 продається в 3 кольорах: Power Black (чорний), Icy Blue (зелений) та POCO Yellow (жовтий).
Redmi 11 Prime продається в 3 кольорах: Flashy Black (чорний), Playful Green (зелений) та Peppy Purple (фіолетовий).
| POCO M5 | POCO M5              | Redmi 11 Prime | Redmi 11 Prime |
| Колір   | Назва                | Колір          | Назва          |
| ------- | -------------------- | -------------- | -------------- |
|         | Power Black (чорний) |                | Flashy Black   |
|         | Icy Blue (зелений)   |                | Playful Green  |
|         | POCO Yellow (жовтий) |                | Peppy Purple   |

## Технічні характеристики

### Платформа
Смартфони отримали процесор MediaTek Helio G99 та графічний процесор Mali-G57 MC2.

### Батарея
Батарея отримала об'єм 5000 мА·год, підтримку швидкої 18-ватної зарядки та зворотної дротової зарядки на 5 Вт. В комплекті йде блок зарядки потужністю 22,5 Вт.

### Камера
Моделі отримали основну потрійну камеру із ширококутним об'єктивом на 50 Мп з діафрагмою f/1.8 і фазовим автофокусом та макрооб'єктивом і сенсором глибини по 2 Мп з діафрагмою f/2.4. Також смартфони отримали ширококутну фронтальну камеру на 5 Мп з діафрагмою  f/2.2 в глобальному POCO M5, на 8 Мп з діафрагмою f/2.0 в індійського POCO M5 та на 8 Мп з діафрагмою f/2.2 в Redmi 11 Prime. Основна і фронтальна камери вміють записувати відео в роздільній здатності 1080p@30fps.

### Екран
Екран IPS LCD, 6.58", Full HD+ (2408 × 1080) зі співвідношенням сторін 20:9, щільністю пікселів 401 ppi, частотою оновлення дисплея 90 Гц та краплеподібним вирізом під фронтальну камеру.

### Пам'ять
POCO M5 продавався в конфігураціях 4/64, 4/128 та 6/128 ГБ, а Redmi 11 Prime — 4/64 та 6/128 ГБ. В Україні POCO M5 був доступний тільки в конфігураціях 4/64 та 4/128 ГБ.

### Програмне забезпечення
POCO M5 був випущений на MIUI 13 для POCO, а Redmi 11 Prime — на MIUI 13. Обидві оболонки базуються на Android 12. Пізніше обидві моделі були оновлені до HyperOS 1 на базі Android 14.